# Universidad de Indiana Bloomington

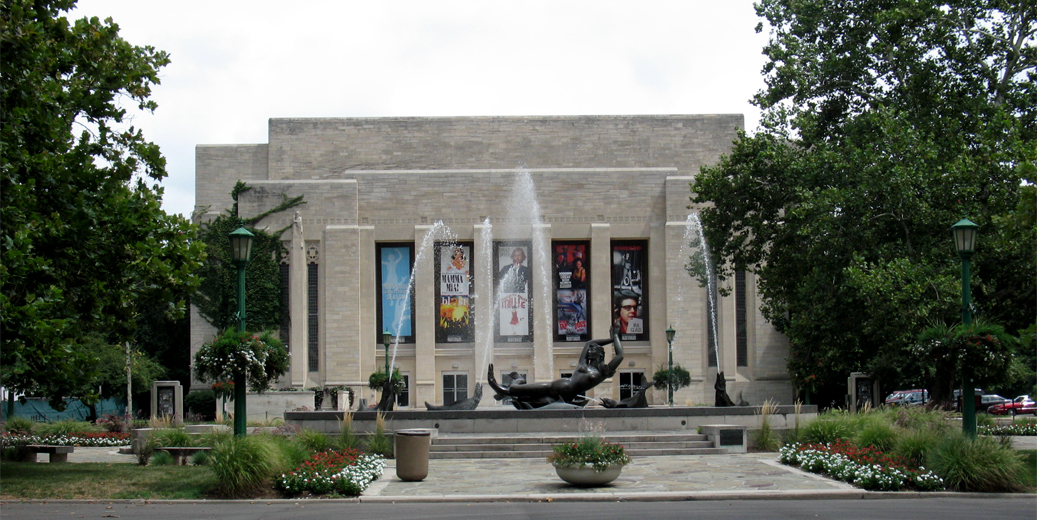
La fuente Showalter.

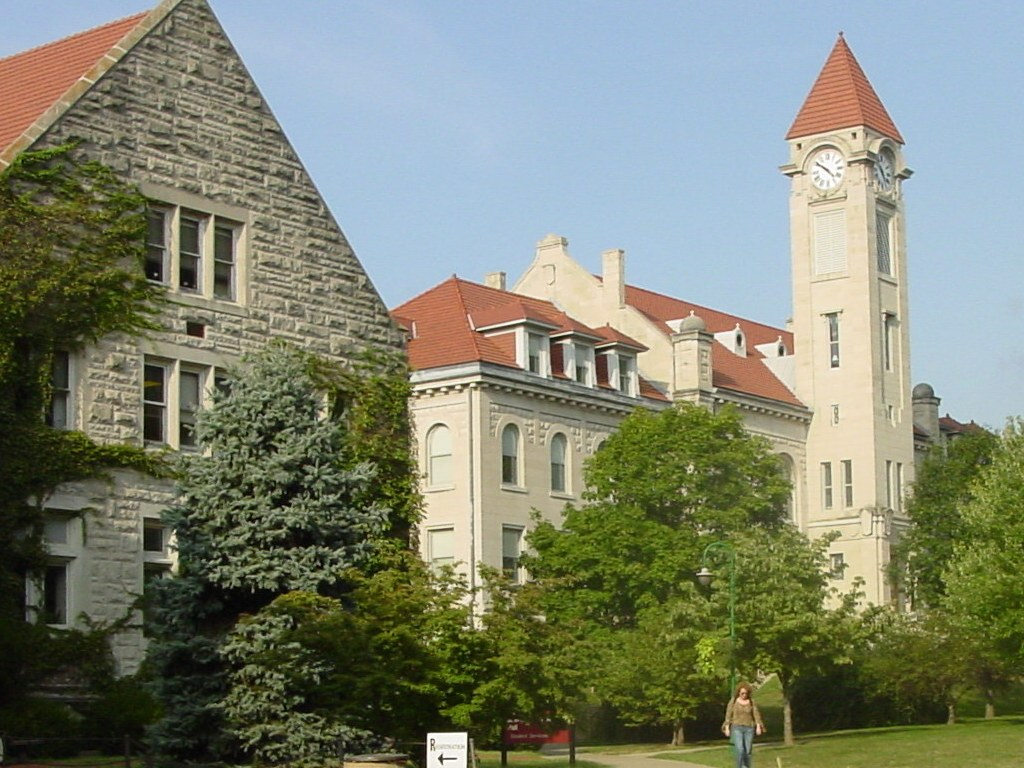
Student Building

La Universidad de Indiana Bloomington, en inglés Indiana University Bloomington, (abreviado IU Bloomington), se fundó en 1820, y es una universidad pública situada en Bloomington en el estado de Indiana, Estados Unidos. La universidad cuenta actualmente con 38.990 alumnos matriculados.
La universidad es la más importante del Sistema Universitario de Indiana (en inglés, Indiana University), el cual, además del campus principal en Bloomington también cuenta con centros en Richmond, Kokomo, Gary, South Bend y New Albany. En Indianápolis y Fort Wayne existen centros comunes junto con la Purdue University.
La universidad forma parte del Public Ivy y es miembro de la Association of American Universities, unión élite que data de 1900 y engloba a las universidades estadounidenses líderes en materia de investigación.
La Universidad de Indiana Bloomington cuenta con facultades que están entre los mejores de los Estados Unidos. Estas incluyen: El Colegio de Artes y Ciencias, el renombrado IU Jacobs School of Music, el IU School of Informatics and Computing, la Escuela de Salud Pública, la Escuela de Optometría, la Escuela de Asuntos Públicos y Ambientales, el Maurer Escuela de Leyes, la Escuela de Educación, y el famoso Escuela de Negocios, The Kelley School of Business.

## Deporte
La universidad cuenta con cantidad de equipos de deporte, todos ellos se denominan Indiana Hoosiers. Estos equipos juegan en la "División 1" de la  NCAA (National Collegiate Athletic Association) y están integrados en la Big Ten Conference. Entre los deportes disponibles se encuentran el baloncesto, el fútbol americano, el béisbol, el fútbol, el atletismo, el golf, el tenis, la natación y el submarinismo o el remo. Especialmente el equipo de baloncesto ha cosechado muchos éxitos, al igual que el equipo de natación y submarinismo. Los  equipos han ganado 26 títulos nacionales.

## Personas célebres

### Profesores
Ganadores del Nobel
- James Dewey Watson - biólogo, Premio Nobel de Fisiología / Medicina en 1962
- Oliver E. Williamson - economista,   Premio Nobel de Economía en 2009
- Salvador Luria - biólogo molecular, Premio Nobel de Fisiología / Medicina en 1969
- Hermann Joseph Muller - estudioso de la genética y zoología, Premio Nobel de Fisiología / Medicina en 1946
- Elinor Ostrom - Politóloga, Premio Nobel de Ciencias Económicas en 2009

Otras personalidades
- Emil Artin - Matemático
- Fritz Breithaupt - Germanista
- Robert Daniel Carmichael - Matemático y descubridor de los Carmichael numbers
- Frank K. Edmondson - Astrónomo
- Douglas Hofstadter - Escritor
- David Starr Jordan - Pacifista
- Alfred Kinsey - Sexólogo, fundador de la sexología
- Daniel Kirkwood - Astrónomo
- Bob Knight - Entrenador de baloncesto
- B.F. Skinner - Psicólogo
- Max August Zorn - Matemático
- Sheldon Stryker - Sociólogo, psicólogo social

### Antiguos alumnos
- James D. Watson - Descubridor de la estructura del ADN, ganador del Nobel de fisiología / medicina en 1962
- Ryan Murphy - productor, director de cine y televisión, ganador de varios Premios Emmy y Globos de Oro
- Hoagy Carmichael - Compositor famoso
- Suzanne Collins - autor de la serie Los juegos del hambre
- David Chalmers - Filósofo
- John M. Ford - Poeta, escritor de ciencia ficción
- Andreas Katsulas - Actor
- Kevin Kline - Actor galardonado con el Oscar y Tony
- Lee Majors - Actor (sin diploma)
- Matthew Daddario - Actor
- Evan Bayh - Senador y antiguo gobernador de Indiana
- Michael D. Higgins - Presidente de Irlanda
- Paul O'Neill - Exsecretario del Tesoro de los Estados Unidos
- Robert Gates - Exministro de defensa de los Estados Unidos y Director de la CIA
- Nikiforos Diamandouros- Enviado de los Ciudadanos europeo
- Sherman Minton- Senador de Indiana y magistrado de la Corte Suprema de los Estados Unidos.
- Mark Cuban - Propietario de los Dallas Mavericks
- Meg Cabot - autor The Princess Diaries
- John Chambers - presidente y CEO de Cisco Systems
- Jimbo Wales - Fundador de Wikipedia
- Jay Schottenstein - Propietario de DSW, Inc y  American Eagle Outfitters
- Vesto Slipher - Astrónomo
- John T. Thompson - Oficial
- Tara VanDerveer – Entrenadora de baloncesto (Stanford Cardinal, femenino)